# Festival di Napoli 1960
L'ottavo festival della canzone napoletana si tenne a Napoli dal 14 al 16 giugno 1960.

## Classifica, canzoni e cantanti
| Posizione | Canzone                         | Autori                        | Artista                                | Voti |
| 1.        | Serenata a Margellina           | (U. Martucci e S. Mazzocco)   | Flo Sandon's - Ruggero Cori            | 132  |
| 2.        | Uè, uè, che femmena!            | (Nisa e Ugo Calise)           | Aurelio Fierro - Marino Marini         | 112  |
| 3.        | Segretamente                    | (V. Annona e Armando Romeo)   | Luciano Virgili - Orch. Carlo Esposito | 85   |
| 4         | 'E rrose e tu                   | (G. Pisano e F. Rendine)      | Nunzio Gallo - Claudio Villa           | 78   |
| 4         | Nuvole                          | (Porcaro, Cimmino e Spizzica) | Mario Abbate - Aurelio Fierro          | 78   |
| 6         | Stasera sì                      | (Zanfagna e L. Benedetto)     | Achille Togliani - Miranda Martino     | 77   |
| 7         | Sti 'mmane                      | (A. Pugliese e A. Vian.)      | Nunzio Gallo - Flo Sandon's            | 67   |
| 8         | Serenatella c' 'o si e c' 'o no | (R. Dira e C. e M. Salerni)   | Gloria Christian - Miranda Martino     | 51   |
| 9         | S'e' avutato 'o viento          | (A. Balena e Vairano)         | Aurelio Fierro - Wilma De Angelis      | 38   |
| 10        | Un urlatore a Napoli            | (Russo e Vindez)              | Maria Paris - Corrado Lojacono         | 32   |

### Non finaliste
| Canzone                   | Autori                           | Artista                            |
| Canzone all'antica        | (S. Gaetani e A. Minervini)      | Mario Trevi - Franca Raimondi      |
| Cucù-settè                | (C. Forte e Gleijeses)           | Gloria Christian - Miranda Martino |
| 'E stelle cadente         | (Antonio Amurri e Franco Pisano) | Mario Abbate - Marino Marini       |
| Musica mpruvvisata        | (T. Manlio e S. D'Esposito)      | Sergio Bruni - Jula de Palma       |
| Note d'ammore             | (Romanelli e L. Vinci)           | Jula de Palma - Tullio Pane        |
| Nun me parlate 'e mare    | (E. De Mura e A. Forte)          | Nunzio Gallo - Corrado Lojacono    |
| 'O prufessore 'e Carulina | (Nisa e Fanciulli)               | Maria Paris - Wilma De Angelis     |
| Pe nu raggio 'e luna      | (Belfiore e M. Festa)            | Gloria Christian - Dino Giacca     |
| Sempe tu!                 | (L. Tregua e A. Spagnolo)        | Achille Togliani - Luciano Glori   |
| Turnammoce a ncuntra'     | (R. Mallozzi e F. Colosimo)      | Tullio Pane - Luciano Lualdi       |

## Orchestra
Diretta dai maestri: Marino Marini e Carlo Esposito.

## Piazzamenti in classifica dei singoli[1]
| Artista         | Singolo                         | Pos.Max. | Italia (Posizione annuale) |
| --------------- | ------------------------------- | -------- | -------------------------- |
| Aurelio Fierro  | Uè, uè, che femmena!            | 9        | 76                         |
| Flo Sandon's    | Serenata a Margellina           | 10       | 92                         |
| Nunzio Gallo    | Sti 'mmane                      | 10       | 97                         |
| Luciano Virgili | Segretamente                    | 14       |                            |
| Aurelio Fierro  | Nuvole                          | 28       |                            |
| Miranda Martino | Serenatella c' 'o si e c' 'o no | 33       |                            |

## Organizzazione
Dell'Ente per la Canzone Napoletana